# النسر البلاتيني الأمريكي
النسر البلاتيني الأمريكي هو العملة الرسمية للسبائك البلاتينية للولايات المتحدة. في عام 1995، بدأ مدير دار سك النقود بالولايات المتحدة فيليب إن. ديهل، ورئيس جمعية العملات الأمريكية ديفيد إل. غانز، والمدير التنفيذي لشركة Platinum Guild International جاك لوبين، العملية التشريعية لإنشاء النسر البلاتيني. بعد أكثر من عامين من العمل، أصدرت دار سك العملة الأمريكية العملات البلاتينية الفاخرة بنسبة 99.95% بفئات 1⁄10 و1⁄4 و1⁄2 و1 أونصة تروي. في أواخر عام 2008، توقف التعامل بالفئات الكسرية، ولم يتبق سوى فئة الأوقية الواحدة. رخص Platinum Eagle من قبل كونغرس الولايات المتحدة، وتدعمه دار سك العملة الأمريكية من حيث الوزن والمحتوى والنقاء. صمم وجهها بواسطة جون ميركانتي، ويصور تمثال الحرية (الحرية تنير العالم) بواسطة فريديريك أوغست بارتولدي.
إن الإصدارات التجريبية من العملات المعدنية مخصصة لهواة جمع العملات المعدنية وتباع مباشرة للجمهور بينما تباع إصدارات السبائك فقط للمشترين المعتمدين لدى دار سك العملة. والدليل على ذلك أن النسور البلاتينية الأمريكية فريدة من نوعها في حقيقة أنها العملات المعدنية الأمريكية الوحيدة التي لها تصميم متناوب سنوي. تسك إصدارات السبائك بنفس التصميم كل عام. أثناء سكها، تطابقت النسور البلاتينية غير المتداولة مع التصميمات التجريبية وضربت على قطع نقدية مصقولة بعلامة «W» لسك العملة التي تشير إلى ويست بوينت، مما يميزها بشكل أكبر عن إصدارات السبائك.

## الطوائف
العملات المعدنية 1⁄10 و1⁄4 و1⁄2 أونصة تروي متطابقة في التصميم مع العملة المعدنية 1 أونصة باستثناء العلامات الموجودة على الجانب الخلفي والتي تشير إلى الوزن والقيمة الاسمية للعملة (على سبيل المثال، 0.9995). بلاتينيوم 1 أونصة). كما هو الحال غالبًا مع العملات المعدنية، فإن القيم الاسمية لهذه العملات المعدنية (10 دولارات و25 دولارًا و50 دولارًا و100 دولار) هي قيمها القانونية التي تعكس إصدارها وقيمتها النقدية كعملات معدنية. فهي مناقصة قانونية لجميع الديون العامة والخاصة بقيمتها الاسمية. القيمة الاسمية لعملة 1 أوقية تروي البالغة 100 دولار هي الأعلى على الإطلاق في عملة أمريكية.
| الطوائف                       | القطر                | السماكة               | الوزن                   |
| ----------------------------- | -------------------- | --------------------- | ----------------------- |
| 10 دولارات ( 1⁄10 أونصة تروي) | 16.5 ملم (0.65 بوصة) | 0.95 ملم (0.037 بوصة) | 0.1001 أونصة (3.11 غم)  |
| 25 دولارًا ( 1⁄4 أونصة تروي)   | 22.0 ملم (0.87 بوصة) | 1.32 ملم (0.052 بوصة) | 0.2501 أونصة (7.78 غم)  |
| 50 دولارًا ( ½ أونصة تروي)     | 27.0 ملم (1.06 بوصة) | 1.75 ملم (0.069 بوصة) | 0.5003 أونصة (15.56 غم) |
| 100 دولار (1 أونصة تروي)      | 32.7 ملم (1.29 بوصة) | 2.39 ملم (0.094 بوصة) | 1.0005 أونصة (31.12 غم) |

## القيمة
القيم الجوهرية للعملات المعدنية أكبر بكثير من قيمتها الاسمية. في إحدى الحالات البارزة، كان هذا متورطًا في قضية غسيل الأموال والتهرب الضريبي حيث دفع المدعى عليه روبرت كاهري للموظفين أجرًا في شكل عملات معدنية ذات قيمة جوهرية عادلة ولكن بقيمة اسمية منخفضة جدًا، ثم شرع في استخدام القيم الاسمية المنخفضة للمطالبة بالصفر الاستقطاعات الضريبية، بزعم الاحتيال على ما مجموعه 120 مليون دولار.

## تصاميم سنوية
تحمل جميع فئات النسور الأمريكية البلاتينية تصميمًا سنويًا. منذ عام 1998، كان كل تصميم باستثناء النسخة العكسية لعام 2017 احتفالاً بالذكرى العشرين للبرنامج، جزءًا من سلسلة تحت عنوان:
- 1998-2002: ظهرت سلسلة آفاق الحرية بتصميمات عكسية تصور نسرًا أصلعًا في مناظر طبيعية مختلفة بالولايات المتحدة، في منطقة مختلفة من البلاد.[7][8]
- 2006-2008: ظهرت سلسلة أسس الديمقراطية بتصميمات عكسية تمثل الفروع الثلاثة للحكومة.[9]
- 2009-2014: استكشفت سلسلة ديباجة الدستور المفاهيم الأساسية للديمقراطية الأمريكية من خلال تسليط الضوء على ديباجة دستور الولايات المتحدة. إن موضوعات التصميمات العكسية لهذا البرنامج مستوحاة من الروايات التي أعدها رئيس قضاة الولايات المتحدة، جون روبرتس، بناءً على طلب دار سك العملة الأمريكية.[10]
- 2015-2016: ظهرت سلسلة مشاعل الحرية بتصميمات عكسية من برنامج الضخ الفني الذي يمثل «قيم الأمة الأساسية للحرية والحرية».[11]
- 2018-2020: تتميز سلسلة ديباجة إعلان الاستقلال بتصميمات الوجه التي تصور سيدة الحرية ونقوش مكتوبة بخط اليد مكونة من كلمة واحدة من إعلان الاستقلال بالإضافة إلى تصميم عكسي مشترك جديد. إنها السلسلة الأولى التي تختلف في تصميمات الوجه، والتي أنشئت جميعًا بشكل متزامن بواسطة نفس المصمم، بدلاً من التصميمات العكسية.[4]
- 2021-2025: يسلط التعديل الأول لسلسلة دستور الولايات المتحدة الضوء على خمس حريات منصوص عليها في التعديل الأول.[12]

## مجموعة الذكرى العاشرة
في 28 نوفمبر 2007، أعلنت دار سك العملة الأمريكية عن مجموعة العملات البلاتينية للذكرى العاشرة لأمريكان إيجل. تهدف المجموعة إلى الاحتفال بالذكرى السنوية العاشرة لإطلاق Platinum Eagle في عام 1997، وتحتوي على قطعتين من Platinum Eagles بوزن نصف أونصة (50 دولارًا)، أحدهما يطابق ضربة الإثبات لعام 2007 في وقت سابق من العام والآخر يحمل لمسة نهائية محسنة مقاومة للعكس بنفس التصميم. جاء هذا العرض الأول لنسخة إثبات عكسي من Platinum Eagle في أعقاب إصدار مجموعات مماثلة في العام السابق بمناسبة الذكرى السنوية العشرين لـ American Silver Eagle وAmerican Gold Eagle. بالإضافة إلى كونها مصحوبة بشهادة الأصالة، غُلفت العملات المعدنية في صندوق من خشب الماهوغوني مقبب مصمم لعرض العملات المعدنية بزاوية.
أصدرت المجموعة في 13 ديسمبر 2007 بسعر 1,949.95 دولارًا (حوالي 475 دولارًا فوق سعر البلاتين) مع حد سبعة أيام لمجموعة واحدة لكل أسرة، وقد قوبل باهتمام كبير من هواة الجمع. وصلت مبيعات الأسبوع الأول إلى 14.682 وحدة، أي ما يقرب من نصف الحد الأقصى المطلوب وهو 30.000 وحدة. ومع ذلك، وبسبب التقلبات في سعر البلاتين، أوقفت دار سك العملة المبيعات في 13 فبراير 2008، واستأنفت المبيعات بعد حوالي شهر بسعر 2649.95 دولارًا. في البداية، شكل السعر المتزايد علاوة أكبر، حوالي 635 دولارًا، فوق السعر الفوري. شهدت الأشهر التالية انخفاضًا في سعر البلاتين إلى أقل من 1000 دولار للأونصة، مما أدى إلى المزيد من عمليات التعليق وسعر نهائي قدره 1249.95 دولارًا. عندما انتهت المبيعات رسميًا في 31 ديسمبر 2008، بعد مرور أكثر من عام على إصداره الأولي، أعلنت دار سك العملة عن إجمالي مبيعات بلغ 19.583 وحدة.

## أرقام المسكوكات
الأرقام المذكورة أدناه هي المسكوكات النهائية المدققة من دار سك العملة الأمريكية وتتضمن العملات المعدنية المباعة بشكل فردي وكجزء من مجموعات متعددة العملات. منذ عام 2009، عرضت فئة 100 دولار فقط (1 أونصة تروي).

### السبائك
لم تصدر السبائك البلاتينية إيجلز من عام 2009 إلى عام 2013. وبالمثل، في عام 2015، وبسبب عدم كفاية كمية الفراغات، لم تصدر السبائك البلاتينية إيجلز.
| السنة | 10 دولارات – ⁄10 أونصة. | 25 دولارًا – ⁄4 أونصة. | 50 دولارًا - ½ أونصة. | 100 دولار – 1 أونصة. |
| ----- | ----------------------- | --------------------- | -------------------- | -------------------- |
| 1997  | 70,250                  | 27,100                | 20,500               | 56,000               |
| 1998  | 39,525                  | 38,887                | 32,419               | 133,002              |
| 1999  | 55,955                  | 39,734                | 32,309               | 56,707               |
| 2000  | 34,027                  | 20,054                | 18,892               | 10,003               |
| 2001  | 52,017                  | 21,815                | 12,815               | 14,070               |
| 2002  | 23,005                  | 27,405                | 24,005               | 11,502               |
| 2003  | 22,007                  | 25,207                | 17,409               | 8,007                |
| 2004  | 15,010                  | 18,010                | 13,236               | 7,009                |
| 2005  | 14,013                  | 12,013                | 9,013                | 6,310                |
| 2006  | 11,001                  | 12,001                | 9,602                | 6,000                |
| 2007  | 13,003                  | 8,402                 | 7,001                | 7,202                |
| 2008  | 17,000                  | 22,800                | 14,000               | 21,800               |
| 2014  |                         |                       |                      | 16,900               |
| 2016  |                         |                       |                      | 20,000               |
| 2017  |                         |                       |                      | 20,000               |
| 2018  |                         |                       |                      | 30,000               |
| 2019  |                         |                       |                      | 40,000               |
| 2020  |                         |                       |                      | 56,500               |
| 2021  |                         |                       |                      | 75,000               |

### غير متداول (مصقول)
| السنة  | 10 دولارات – ⁄10 أونصة. | 25 دولارًا – ⁄4 أونصة. | 50 دولارًا - ½ أونصة. | 100 دولار – 1 أونصة. |
| ------ | ----------------------- | --------------------- | -------------------- | -------------------- |
| 2006-W | 3,544                   | 2,676                 | 2,577                | 3,068                |
| 2007-W | 5,556                   | 3,690                 | 3,635                | 4,177                |
| 2008-W | 3,706                   | 2,481                 | 2,253                | 2,876                |